# Rune Andersson
Nils Rune Andersson, född 14 oktober 1944 i Kyrkhult, är en svensk företagsledare.

## Biografi
Efter studier vid Chalmers tekniska högskola, där han var studentkårsordförande 1967–1968, avlade Andersson 1968 civilingenjörsexamen i väg- och vattenbyggnad.

### Ledningsuppdrag och företagande
Andersson blev den först anställde vid Högskolan i Luleå 1971 och var dess förvaltningschef 1971–1974. Senare under 1970-talet var han chef för bland annat Plannja AB och Electrolux storköksdivision. Hans framgångar med storköksdivisionen gav honom ansvaret för Getinge. Andersson var under en kortare period anställd i Investmentbolaget Kuben med ansvar för Monark och Stiga.
Trelleborg AB kom att bli en stor industrikoncern under Anderssons ledning 1983–1990 som VD och koncernchef, och han var styrelseordförande för samma företag 1990–2002. Han har också varit styrelseordförande för AB Electrolux. Tillsammans med Carl Bennet bildade han bolaget Andersson & Bennet och köpte Getinge.
Andersson bedriver travträning genom sitt företag Mellby Gård AB. Mellby Gård AB äger även Söderberg & Haak Maskin AB och Smarteyes. 
Han är supporter till fotbollslaget Trelleborgs FF och har genom åren skänkt över 100 miljoner kronor till klubben, både genom privata gåvor och företagssponsring. Han är hedersmedlem i styrelsen och har tidigare varit förste vice ordförande.
Andersson äger även Eriksberg Vilt- och Naturpark i Blekinge.

### Uppmärksammande
- 1988 – Invaldes som ledamot av Ingenjörsvetenskapsakademien.
- 1989 – Teknologie hedersdoktor vid Högskolan i Luleå.
- 2013 – H.M. Konungens medalj 12:e storleken med Serafimerordens band.
- 2015 – Kungliga Patriotiska Sällskapets Näringslivsmedalj.
- 2020 – hedersdoktor vid Sveriges Lantbruksuniversitet.[6]